# Carcinome basocellulaire
Pour les articles homonymes, voir CBC et BCC.
 Mise en garde médicale
Le carcinome basocellulaire (CBC, ou BCC pour l'anglais basal cell carcinoma ou basal cell cancer) est un cancer de la peau dont l'évolution est très favorable sous traitement.
Le carcinome basocellulaire concerne les cellules basales de l'épiderme. Les autres cancers de la peau sont le carcinome spinocellulaire (qui concerne les kératinocytes), le mélanome malin (mélanocytes) et certains sarcomes.

## Épidémiologie
Le carcinome basocellulaire touche particulièrement les personnes à la peau claire (blonds ou roux), et il est corrélé à l'exposition au soleil et aux rayonnements ultraviolets. En effet, ceux-ci causent des mutations génétiques qui peuvent favoriser l'apparition de ce cancer. De plus, une forte exposition au soleil en jeunesse augmente le risque de développer un CBC au cours de la vie adulte.
Il s'agit du plus fréquent des cancers : près de la moitié des cancers aux États-Unis, plusieurs milliers de nouveaux cas chaque année dans le monde. Son incidence semble s'accroître.

## Les formes cliniques / apparence
Le carcinome basocellulaire peut prendre plusieurs formes. L'aspect pathognomonique (signant à coup sûr le diagnostic) est la perle translucide.
- Le carcinome plan cicatriciel : sous forme de petite papule translucide au début puis s'étale progressivement et prend l'aspect d'une plaque à centre cicatriciel blanchâtre
- Le carcinome basocellulaire ulcéreux : forme creusant l'épaisseur de la peau (ulcération), avec ou sans bordure nette, pouvant atteindre les structures anatomiques sous-jacentes et les endommager.
- Le carcinome basocellulaire nodulaire : forme des petits nodules saillants, globuleux, de teinte cireuse.
- Le carcinome basocellulaire bourgeonnant et végétant : de couleur rouge foncé, saignant volontiers, a différencier du carcinome spinocellulaire.
- Le carcinome basocellulaire pagétoïde : se présente comme une nappe rosée recouverte de squames.
- Le carcinome basocellulaire érythémateux : forme une plaque rouge avec des bords perlés.
- Le carcinome basocellulaire sclérodermiforme ou morphéiforme : se présente sous la forme d'une plaque blanchâtre.
- Le carcinome basocellulaire pigmenté (tatoué) : aspect noir très pigmenté à différencier des mélanomes et des verrues séborrhéiques.

### Pathologie
À l'examen anatomopathologique on voit les cellules tumorales qui sont des cellules de la couche basale de l'épiderme avec une prolifération anormale et irrégulière.
Selon le guide de la Haute Autorité de santé (HAS), quatre sous-types morphologiques sont distingués :
- CBC superficiel ;
- CBC nodulaire ;
- CBC infiltrant (trabéculaire ou micronodulaire) ;
- CBC sclérodermiforme.

## Traitement

### Chirurgie
Le traitement consiste essentiellement en une exérèse chirurgicale simple avec une marge de sécurité autour des bords visibles de la lésion (fréquemment fixée à 5 millimètres).
L'examen microscopique de la pièce chirurgicale doit révéler que l'exérèse de la tumeur est complète pour considérer que la tumeur est définitivement traitée, la tumeur ainsi enlevée ne repoussera pas.
Si l'exérèse est incomplète, la tumeur repoussera à partir des quelques cellules tumorales encore présentes au sein de la peau.

### Autres traitements
Ils ne sont proposés qu'en cas d'impossibilité d'une ablation chirurgicale et leur efficacité est moindre avec davantage de récidive et un résultat esthétique inférieur :
- radiothérapie locale ;
- photothérapie après pré-sensibilisation de la tumeur ;
- utilisation de certains médicaments en application locale en particulier l'imiquimod dans les carcinomes basocellulaires superficiels.
- traitement par vismodégib en cas de maladie localement avancée (et ne pouvant pas être traitée par les autres moyens que sont la chirurgie ou la radiothérapie) ou métastatique. Cependant les régressions, quoique fréquentes, sont de courte durée après arrêt du traitement, en raison de l'activation des cellules tumorales dormantes par la voie Wnt. Des médicaments inhibant cette voie, capables d'éradiquer ces tumeurs chez la souris, pourraient être applicables à l'homme[2],[5].
- d’après un essai unilatéral (monobras) de phase II, l’injection de virus oncolytique T-VEC (en) peut présenter un intérêt comme traitement néoadjuvant dans le cas de carcinomes basocellulaires cutanés difficiles à réséquer[6],[7].

### Traitement préventif
Il s'agit essentiellement de se protéger de l'exposition au soleil, particulièrement si on est un sujet à risque (teint clair, blond ou roux). Éviter, dès l'enfance, les coups de soleil ; éviter les rayons UV artificiels.

## Évolution
Une prise en charge précoce permet la plupart du temps un traitement chirurgical curatif, avec un risque de récidive locale très faible.
En l'absence de traitement la tumeur se développe assez rapidement et peut recouvrir une grande surface de peau. L'extension peut être destructrice, en particulier au niveau du visage. Un autre risque est la survenue d'un nouveau carcinome basocellulaire, indépendant du premier.
Il est important de noter que les carcinomes basocellulaires ne métastasent presque jamais,.